# Tenneck (Gemeinde Werfen)
Tenneck ist ein Dorf im Pongauer Salzachtal, Land Salzburg,  und gehört zur Gemeinde Werfen im Bezirk Sankt Johann (Pongau)..

## Geographie
Tenneck befindet sich etwa 40 km südlich von Salzburg und 16 km nördlich von St. Johann im Pongau, 2 km salzachabwärts von Werfen Markt. Es liegt inmitten der Salzburger Kalkhochalpen (Nordalpen) eingebettet in die Gebirgswelt, in einem Gebirgskessel am Fuße der jeweils über 2000 m hohen Gebirgsmassive Tennengebirge, Hagengebirge und Hochkönigstock, am oberen Eingang des Pass Lueg, dem Salzachdurchbruch zwischen Tennen- und Hagengebirge.
Der Tennecker Gebirgskessel kann nur durch zwei enge Talpässe erreicht werden, im Norden durch den Pass Lueg und im Süden durch die Engstelle zwischen Werfener Burgberg, Gesengköpfl und Zetzenbergkogel, hierorts Werfener Bichel genannt.
Das Dorf Tenneck liegt an der Salzach, am Südrand des Beckens, am Fuße des Sulzerbergs. Bei Tenneck zweigt das Blühnbachtal ab, der Blühnbach mündet hier in die Salzach.
Es gehört zur Katastralgemeinde Sulzau, als Ortschaft, zu der es gehört, wird amtlich Sulzau oder Wimm genannt (Ort und Katastralgemeinde Wimm liegen auf der anderen Salzachseite).
Durch den Pass Lueg gibt es im Ort Tenneck ein spezielles Mikroklima, welches vor allem durch die Pass-Lueg-Winde geprägt ist.

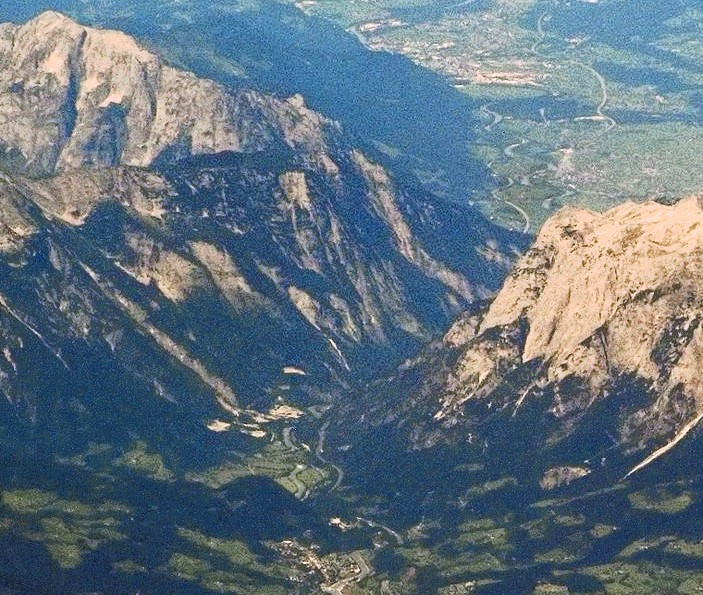
Blick ins Salzachtal nach Norden, Tennecker Kessel vor dem Pass Lueg, Mitte unten Werfen und Hohenwerfen

|            | Landl                                       |        |
| Sulzerberg | Kompassrose, die auf Nachbargemeinden zeigt | Wimm   |
| Blühnbach  | Scharten                                    | Werfen |

## Geschichte

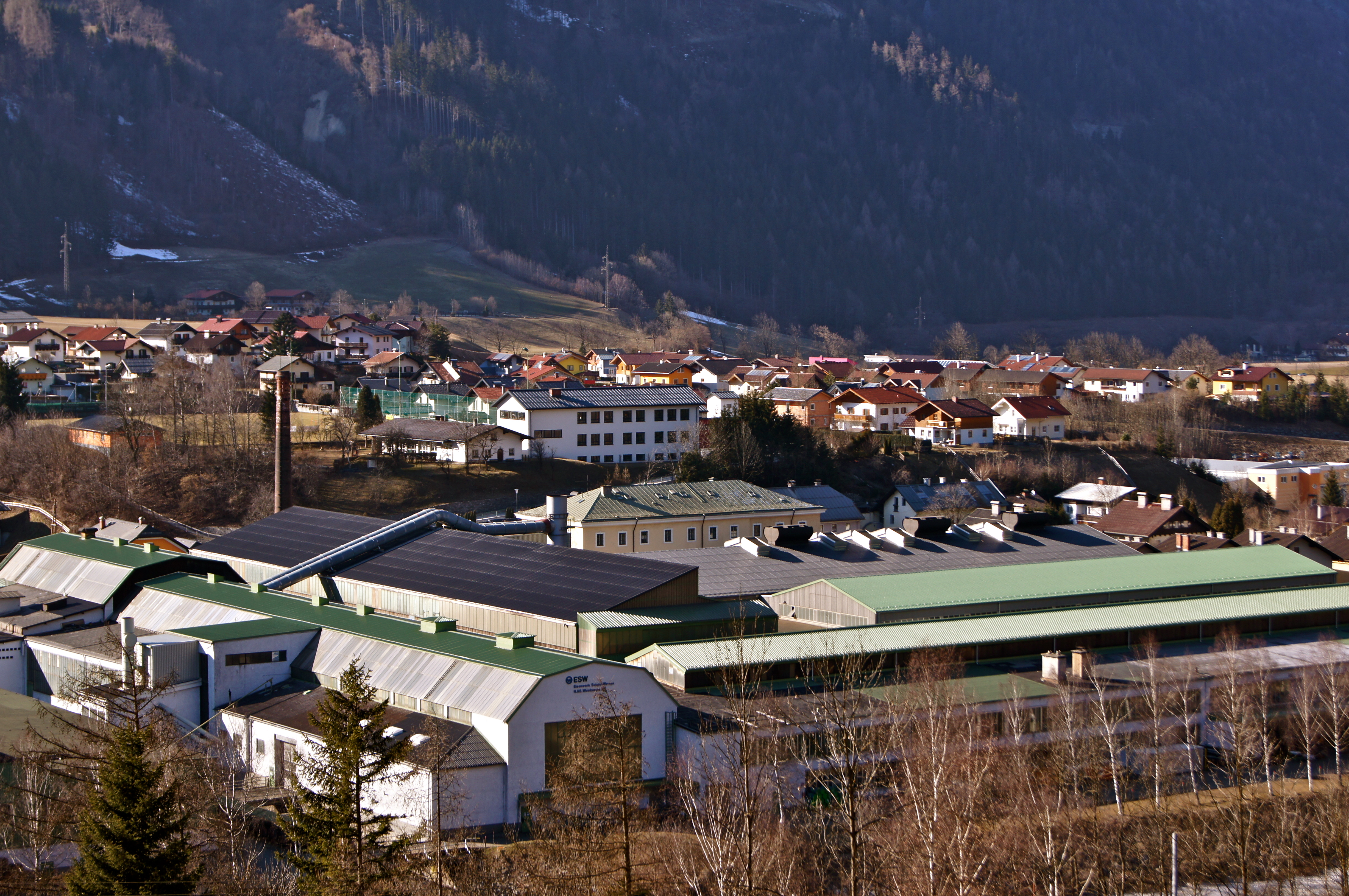
Die Ortschaft von Südosten gesehen (2011)

Ursprünglich wurden die Tallagen im Tennecker Kessel Wimm genannt (zu Widmung, der Pfarrkirche gestifteter  Grundbesitz), die Hanglagen oberhalb Sulzau (zu Sulz, Sülze ‚sumpfiger Boden‘) – beide Ortsnamen sind inzwischen „gewandert“.
Als hier ein Brauneisenerz-Vorkommen erschlossen wurde, entstand 1770 unter Fürsterzbischof Schrattenbach eine erste Eisenhütte, die Blahhau, die am Südufer des Blühnbachmündung stand.
Im Laufe des 19. Jahrhunderts entstand die Eisenwerkgesellschaft Sulzau-Werfen, deren Werk hieß Eisenwerk Konkordiahütte.
In den 1870ern entstand am anderen Salzachufer die Kaiserin-Elisabeth-Bahn (Salzburg-Tiroler-Bahn; deren Haltepunkt in Wimm hieß noch bis 26. September 1971 Konkordiahütte).
Die im Laufe der Jahre auf an die 700 Bewohner angewachsene Bergarbeitersiedlung wurde dann 1939 mit dem Namen Tenneck versehen (die Postleitzahl 5451 Tenneck gibt es seit 1. Januar 1966). Der Name kommt vom Hohen Tenneck (2435 m ü. A.) im Hochkönigmassiv.
Die Autobahn wurde hier am 25. Oktober 1977 eröffnet, daher erlebte Tenneck noch die schlimmste Zeit der Gastarbeiterroute.
Die architektonisch markante Werksiedlung mit Fassadenmalereien wurde um 1954 für Arbeiter der Eisenwerke errichtet. 2023 provisorisch unter Denkmalschutz gestellt, wurde im Dezember 2023 doch ein Umbau in moderne Wohnungen mit Teilabriss bewilligt.

## Wirtschaft und Infrastruktur

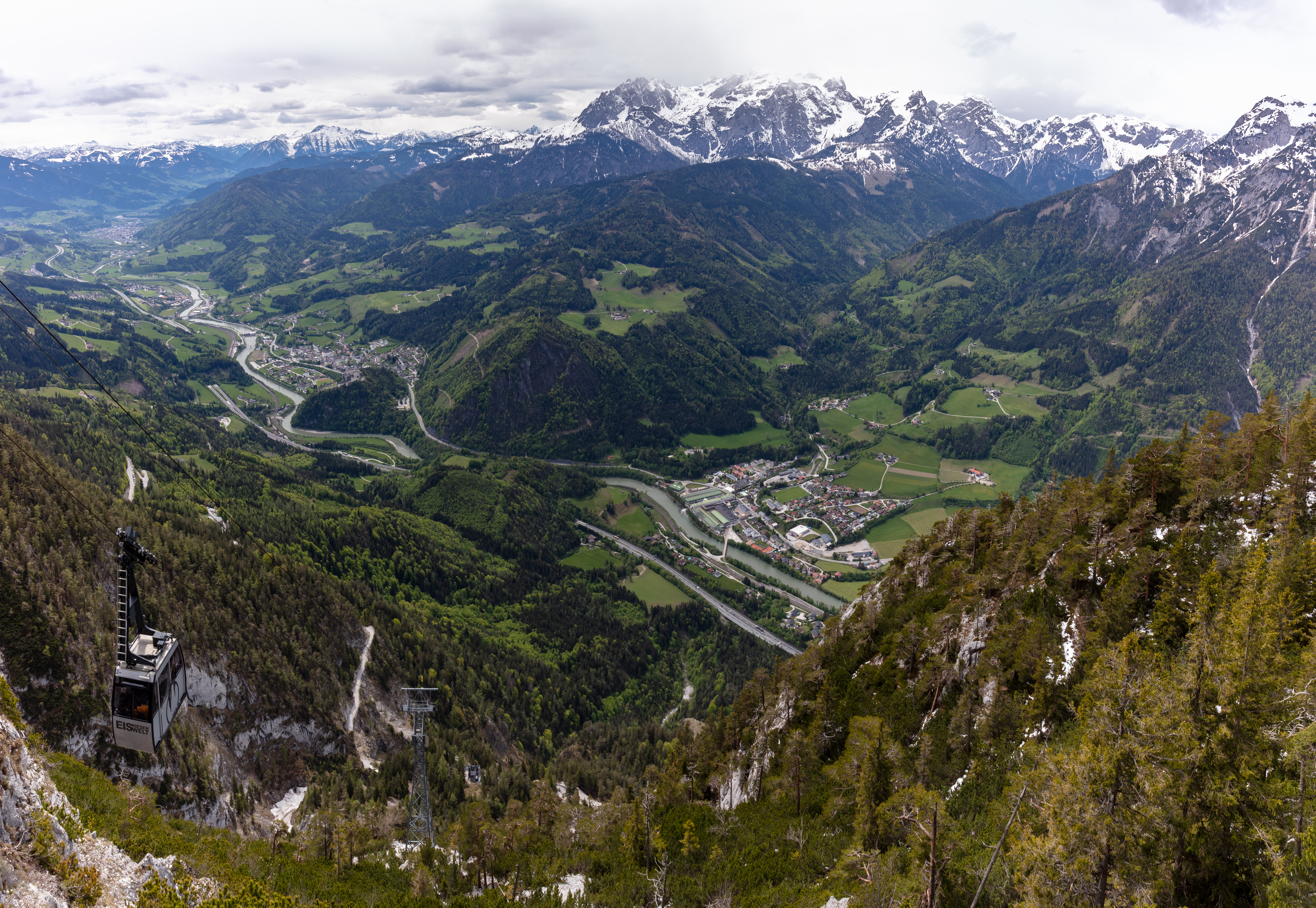
Blick in den Engpass zwischen Werfen (links) und Tenneck (rechts), von der Gegend der Eisriesenwelt (2019)

Die B 159 Salzachtal Straße passiert den Ort direkt (km 34,3–36,2). Die A 10 Tauernautobahn ist über die Anschlussstelle Pass Lueg (Exit 34) 4 km nördlich oder über Werfen (Exit 43) südlich erreichbar. Die Westbahn (eigentlich Salzburg-Tiroler-Bahn) hat den Bahnhof Tenneck auf der anderen (rechten) Salzachseite und ist über eine Brücke direkt erreichbar.
Das Eisenwerk Sulzau-Werfen (ESW) ist heute eine der weltweit erfolgreichsten Walzengießereien.
In Tenneck produziert die Firma Honigmayr österreichischen Honig.

## Sehenswürdigkeiten
- Barbarakirche, Bergmannskirche der 1950er (denkmalgeschützt)[7]

In der direkten Umgebung befinden sich das Blühnbachtal, ein schönes Wandergebiet mit dem Jagdschloss, die Eisriesenwelt die größte bisher entdeckte Eishöhle der Welt, und die  Festung Hohenwerfen bei Markt Werfen